# Spotify
 (транскр.  Спотифај) је власнички софтвер за аудио-стриминг, основан 23. априла 2006. године у Стокхолму. Један је од највећих провајдера стриминга музике, са преко 433 милиона активних корисника месечно, укључујући 188 милиона претплатника. Котиран је на Њујоршкој берзи у облику америчких депозитних признаница.
Нуди музику и подкасте са ограниченим ауторским правима, укључујући више од 82 милиона песама, многих дискографских кућа и медијских предузећа. Као фримијум услуга, основне функције су бесплатне уз рекламе и ограничену контролу, док се додатне функције, као што су слушање без интернета и реклама, нуде путем одговарајућих претплата. Тренутно је доступан у више од 180 земаља. Корисници могу да претражују музику на основу извођача, албума или жанра, док истовремено могу да праве, уређују и деле плејлисте.
Доступан је у већини Европе, као и у Африци, Америци, Азији и Океанији, са укупном доступношћу на 184 тржишта. Доступан је на већини уређаја, као што су Windows, macOS и Linux рачунари, iOS и Android паметни телефони, уређаји кућне аутоматизације, те медијски плејери.
За разлику од физичке или продаје за преузимање, која извођачима плаћа фиксну цену по продатој песми или албуму, Spotify плаћа тантијеме на основу броја стримова извођача као пропорције укупног броја стримованих песама. Дистрибуира приближно 70% свог укупног прихода носиоцима права (често дискографским кућама), који затим исплаћају извођаче на основу појединачних уговора.